# アモール群

アモール群の軌道（緑色）。火星（赤色）の軌道付近にある

アモール群（アモールぐん）またはアモール型小惑星（アモールがたしょうわくせい、Amor asteroid）は、地球近傍小惑星を分類したグループの一つで、このグループの代表的な小惑星である (1221) アモールから名づけられた。地球の公転軌道に外接しているが、交差することはない。ただし多くのアモール群の小惑星の軌道は火星の軌道を横断しており、火星の2つの衛星フォボスとダイモスは、アモール群の小惑星が火星の重力に捉えられたものだと考えられている。
この群の最も有名な小惑星は (433) エロスで、これは宇宙探査機（NEARシューメーカー）が軌道を周回し、着陸した最初の小惑星である。

## 数
2005年までに1,200個以上のアモール群小惑星が見つかっている。そのうちの200個弱には番号が付けられ、50個強には名前が付けられている。

### 小分類
アモール群小惑星は、太陽からの距離によって、4つのサブグループに分けられる。

#### アモールI
アモールIのサブグループは、軌道長半径が地球と火星の軌道の間にある、即ち1.000から1.523天文単位の小惑星である。アモール群全体の5分の1弱がこのグループに属する。アモールI小惑星の離心率は比較的小さい。
このグループに属する、例えば (15817) ルチアーノ・テーシなどの軌道は火星の軌道と交わらず、地球と火星の間に位置していると思われる。しかし地球と火星の間にある小惑星が全てアモール群というわけではなく、アテン群、アポロ群、アリンダ族等の小惑星も地球と火星の間に入り込む。また、エロスのように内側から火星の軌道と交わっているアモールI小惑星もある。
軌道長半径が地球と近い 1992 JD のような小惑星は、離心率が非常に小さいためアルジュナ群にも分類される。

#### アモールII
アモールIIのサブグループに属する小惑星の軌道長半径は、火星の軌道と小惑星帯の軌道の間である、1.52天文単位から2.12天文単位の値を持つ。(1221) アモールを含め、アモール群の3分の1はここに分類される。0.17から0.52程度の適度な離心率を持ち、この分類の全ての小惑星の軌道は、小惑星帯から外れて外側から火星の軌道と交わっている。

#### アモールIII
アモールIIIのサブグループはアモール群の約半分を占め、2.12から3.57天文単位の小惑星帯の中に収まっている。離心率は0.4から0.6程度で、地球の近傍に来るには十分な値である。
離心率が非常に大きいため、アモールIII小惑星の3分の1は小惑星帯を超えて、木星の軌道の1天文単位以内まで広がった軌道を持つ。(719) アルベルトや (1036) ガニメドはそのような例である。最も極端な軌道を持つ (5370) タラニスに至っては木星の軌道と交わっている。
軌道が小惑星帯の中にあるため、アモールIIIの小惑星のいくつかはメインベルトの小惑星にも分類されることもある。例えばアリンダ族で最初に見つかった (887) アリンダなどがある。

#### アモールIV
軌道が小惑星帯を超える小惑星はわずかしか見つかっていない。これらは3.57天文単位以上の軌道長半径を持ち、アモールIVに分類され、木星の軌道と交わる。0.65から0.75という非常に大きい離心率を持つため、むしろ0.9程度の離心率を持つ彗星やダモクレス族の軌道に近い。名前が付けられている唯一のアモールIV小惑星は (3552) ドン・キホーテであり、小惑星番号が振られているのはドン・キホーテと (85490) 1997 SE5のみである。これまでのところ、土星の軌道と交わる軌道をもつアモール群小惑星は発見されていない（2011 WT2は、発見当初は遠日点距離が土星軌道を越えている可能性がある (8.8 ± 4.4AU)とされていたが、2016年に再発見され、軌道が確定した結果、否定された(4.668 AU)）。

## 主なアモール群小惑星
| 名前                    | 直径（km）         | 発見年 | 発見者                                                |
| ----------------------- | ------------------ | ------ | ----------------------------------------------------- |
| (433) エロス            | 34.4 × 11.2 × 11.2 | 1898年 | カール・グスタフ・ヴィット                            |
| (719) アルベルト        | 2.4                | 1911年 | ヨハン・パリサ                                        |
| (887) アリンダ          | 4.2                | 1918年 | マックス・ヴォルフ                                    |
| (1036) ガニメド         | 31.66              | 1924年 | ウォルター・バーデ                                    |
| (1221) アモール         | 1.5                | 1932年 | ウジェーヌ・デルポルト                                |
| (1915) ケツァルコアトル | 0.5                | 1953年 | アルバート・ウィルソン                                |
| (1916) ボレアス         | 3.5                | 1953年 | シルヴァン・アラン                                    |
| (1917) クージョ         | 1.5                | 1968年 | カルロス・チェスコ A. G. サムエル                     |
| (1943) アンテロス       | 2.3                | 1973年 | ジェームズ・ギブソン                                  |
| (1980) テスカトリポカ   | 4.3                | 1950年 | アルバート・ウィルソン オーケ・バールレンクイスト     |
| (2061) アンサ           | 2.6                | 1960年 | ヘンリー・リー・ギクラス                              |
| (3199) ネフェルティティ | 2.2                | 1982年 | キャロライン・シューメーカー ユージン・シューメーカー |
| (3288) セレウコス       | 2.8                | 1982年 | ハンス＝エミール・シュスター                          |
| (3551) ヴェレニア       | 0.9                | 1983年 | R. S. ダンバー                                        |
| (3552) ドン・キホーテ   | 19                 | 1983年 | パウル・ヴィルト                                      |
| (3908) ニュクス         | 1.04 ± 0.16        | 1980年 | ハンス＝エミール・シュスター                          |
| (4055) Magellan         | 1.245              | 1985年 | エレノア・ヘリン                                      |
| (6178) 1986 DA          | 2.3                | 1986年 | 鬼沢稔                                                |
| (7088) イシュタル       | 1.5？              | 1992年 | キャロライン・シューメーカー                          |
| (31345) 1998 PG         | 2.8                | 1998年 | LONEOS                                                |
| (65803) Didymos         | 0.8                | 1996年 | スペースウォッチ                                      |
| (153591) 2001 SN263     | 2.8                | 2001年 | LINEAR                                                |
| (285263) 1998 QE2       | 2.75               | 1998年 | LINEAR                                                |
| 2003 SM84               | 0.07 – 0.16        | 2003年 | LINEAR                                                |
| 2008 WJ14               | 0.02               | 2008年 | LINEAR                                                |
| 2013 MZ5                | 0.3                | 2013年 | パンスターズ                                          |